# Amblyjoppa semirufa
Amblyjoppa semirufa là một loài tò vò trong họ Ichneumonidae.